# (3130) Hillary
(3130) Hillary est un astéroïde de la ceinture principale.

## Description
(3130) Hillary est un astéroïde de la ceinture principale. Il fut découvert le 20 décembre 1981 à l'Observatoire Kleť par Antonín Mrkos. Il présente une orbite caractérisée par un demi-grand axe de 2,46 UA, une excentricité de 0,20 et une inclinaison de 4,2° par rapport à l'écliptique.

## Compléments